# Liste der Staatssekretäre im Bundeskanzleramt (Österreich)

Logo des Bundeskanzleramts

Die folgende Liste gibt die Staatssekretäre am Bundeskanzleramt, der Behörde des Regierungschefs der Republik Österreich wieder.

## Funktion und Stellung
Staatssekretäre werden wie Bundesminister bei der Regierungsbildung bestellt, gehören formell nicht der Bundesregierung an, nehmen aber an den Ministerratssitzungen als beratende Organe teil. Sie werden gemäß Artikel 70 Absatz 1 in Verbindung mit Artikel 78 Absatz 2 Bundes-Verfassungsgesetz vom Bundespräsidenten ernannt, und zur Unterstützung in der Geschäftsführung und zur parlamentarischen Vertretung dem jeweiligen Regierungsmitglied zugeordnet.
Die Aufgaben- und Kompetenzbereiche werden von den Ressortleitern festgelegt. An den Ministerien meist mit einer Fachsektion betraut, übernehmen die Staatssekretäre am Kanzleramt diverse Geschäfte, die in den Wirkungsbereich des Bundeskanzlers fallen, also Aufgaben besonderer staatspolitischer Bedeutung („Chefsachen“). Staatssekretäre haben keine Weisungsbefugnis, die Kanzleramtsstaatssekretäre unterstehen also direkt dem Bundeskanzler, oder einem beauftragten Kanzleramtsminister.

Im Falle einer Koalitionsregierung kommt der Staatssekretär häufig von einer anderen Partei als der Bundeskanzler (politische Besetzung), sorgt also auch für den interkoalitiven Ausgleich.

## Amtssitz
Die Staatssekretäre amtieren nicht direkt am Bundeskanzleramt am Ballhausplatz, sondern traditionellerweise – wie auch die Kanzleramtsminister – in der Beletage des Amalientrakts der Hofburg, wo auch der österreichische Bundespräsident residiert.

## Staatssekretäre im Bundeskanzleramt der Republik Österreich
Hinweis: Die Staatssekretäre an der Staatskanzlei der Provisorischen Staatsregierung Renner (IV) 1945 sind hier nicht aufgeführt: Die der Funktion eines Vizekanzlers entsprechenden drei Staatssekretäre des politischen Kabinettsrats finden sich in der Liste der Vizekanzler. Hier werde die seinerzeitigen Unterstaatssekretäre angegeben, deren Funktion dem heutigen Staatssekretär entsprechen.
- Funktion: Kleingesetzte Verwendung ist keine offizielle Bezeichnung
 Stand der Liste 12/2017

| Staatssekretär          | Partei           | Amtszeit                                                                              | Funktion | Regierung                                                                        |
| ----------------------- | ---------------- | ------------------------------------------------------------------------------------- | --- | -------------------------------------------------------------------------------- |
| Johanna Dohnal          | SPÖ              | 5. Nov. 1979 – 9. Okt. 1990                                                           | Staatssekretärin (für allgemeine Frauenfragen, dann BM im BKA für Frauenangelegenheiten) | Kreisky (IV SPÖ ) Sinowatz ( SPÖ / FPÖ ) Vranitzky (I SPÖ / FPÖ , II SPÖ / ÖVP ) |
| Muna Duzdar             | SPÖ              | 18. Mai 2016 – 18. Dez. 2017                                                          | Staatssekretärin (für Diversität, Öffentlichen Dienst und Digitalisierung) | Kern ( SPÖ / ÖVP )                                                               |
| Brigitte Ederer         | SPÖ              | 3. Apr. 1992 – 27. Okt. 1995                                                          | Staatssekretärin (für den EU-Beitritt) | Vranitzky (III, IV – beide SPÖ / ÖVP )                                           |
| Caspar Einem            | SPÖ              | 29. Nov. 1994 – 6. Apr. 1995                                                          | Staatssekretär (für öffentlichen Dienst u. a., dann BM f. Inneres) | Vranitzky (IV SPÖ / ÖVP )                                                        |
| Emil Fey                | HB               | 17. Okt. 1932 – 10. Mai 1933                                                          | Staatssekretär für die Angelegenheiten des Sicherheitswesens (danach BM betr.m.dsslb. im BKA) | Dollfuß (I CS / LB / HB )                                                        |
| Karl Gruber             | ÖVP              | 26. Sep. 1945 – 20. Dez. 1945 19. Apr. 1966 – 13. Mai 1969 (dazwischen Außenminister) | Unterstaatssekretär für Äußeres (Staatskanzlei Renner) Staatssekretär (Klaus, für Außenpolitik) | Renner (IV SPÖ / ÖVP / KPÖ ) Klaus (II ÖVP )                                     |
| Franz Gschnitzer        | ÖVP              | 29. Juni 1956 – 31. Juli 1959                                                         | Staatssekretär für äußere Angelegenheiten (unter BM f.a.A. im BKA Figl ÖVP , dann StSkr. am BMAA) | Raab (II, III beide ÖVP / SPÖ )                                                  |
| Hans Hammerstein-Equord | ?                | 29. Juli 1934 – 17. Okt. 1935                                                         | Staatssekretär für die Angelegenheiten des Sicherheitswesens | Dollfuß (II VF ) Schuschnigg (I VF )                                             |
| Heinrich Herglotz       | ?                | 4. Mai 1945 – 20. Dez. 1945                                                           | Unterstaatssekretär (Staatskanzlei, ohne Portefeuille) | Renner (IV SPÖ / ÖVP / KPÖ )                                                     |
| Peter Jankowitsch       | SPÖ              | 17. Dez. 1990 – 03. Apr. 1992                                                         | Staatssekretär (für Europafragen) | Vranitzky (III SPÖ / ÖVP )                                                       |
| Elfriede Karl           | SPÖ              | 4. Nov. 1971 – 05. Nov. 1979                                                          | Staatssekretärin (für Familienpolitik und Frauenfragen, dann BM f. Familie, Jugend und Konsumentenschutz) | Kreisky (II, III, IV − alle SPÖ )                                                |
| Carl Karwinsky          | parteilos        | 21. Sep. 1933 – 29. Juli 1934                                                         | Staatssekretär für die Angelegenheiten des Sicherheitswesens ab 1. Mai 1934 für die vom Bundeskanzler geführten Angelegenheiten des BKA ab 10. Juli 1934 für die Angelegenheiten des BKA mit Ausnahme der auswärtigen Angelegenheiten | Dollfuß (II VF ) Schuschnigg (I VF )                                             |
| Stephan Koren           | ÖVP              | 31. März 1967 – 19. Jan. 1968                                                         | Staatssekretär (für Wirtschaftsfragen) | Klaus (II ÖVP )                                                                  |
| Peter Kostelka          | SPÖ              | 17. Dez. 1990 – 29. Nov. 1994                                                         | Staatssekretär (für den öffentlichen Dienst) | Vranitzky (III SPÖ / ÖVP )                                                       |
| Bruno Kreisky           | SPÖ              | 2. Apr. 1953 – 16. Juli 1959                                                          | Staatssekretär für äußere Angelegenheiten (unter BM f.a.A. im BKA Gruber und Figl – beide ÖVP , dann BM f. a. A.) | Raab (I, II – beide ÖVP / SPÖ )                                                  |
| Ferdinand Lacina        | SPÖ              | 29. Okt. 1982 – 10. Sep. 1984                                                         | Staatssekretär (für wirtschaftliche Fragen u. a., dann BM f. Verkehr) | Kreisky (IV SPÖ ) Sinowatz ( SPÖ / FPÖ )                                         |
| Karl Lausecker          | SPÖ              | 18. Jan. 1973 – 08. Juni 1977                                                         | Staatssekretär (für den öffentlichen Dienst) | Kreisky (II, III – beide SPÖ )                                                   |
| Reinhold Lopatka        | ÖVP              | 11. Jan. 2007 – 02. Dez. 2008                                                         | Staatssekretär (für Sport) | Gusenbauer ( SPÖ / ÖVP )                                                         |
| Franz Löschnak          | SPÖ              | 8. Juni 1977 – 17. Dez. 1985                                                          | Staatssekretär (für den öffentlichen Dienst u. a., dann BM f. Gesundheit und ÖD) | Kreisky (III, IV – beide SPÖ ) Sinowatz ( SPÖ / FPÖ )                            |
| Franz Morak             | ÖVP              | 4. Feb. 2000 – 11. Jan. 2007                                                          | Staatssekretär (für Kunst, Medien, bis 3. Apr. 2000 auch Sport) | Schüssel (I ÖVP / FPÖ , II ÖVP /)                                                |
| Heinrich Neisser        | ÖVP              | 2. Juni 1969 – 21. Apr. 1970                                                          | Staatssekretär (für Wirtschaftsfragen) | Klaus (II ÖVP )                                                                  |
| Adolf Nussbaumer        | parteilos        | 5. Okt. 1977 – 18. Okt. 1982                                                          | Staatssekretär (für Wirtschaftsfragen) | Kreisky (III, IV – beide SPÖ )                                                   |
| Josef Ostermayer        | SPÖ              | 2. Dez. 2008 – 16. Dezember 2013                                                      | Staatssekretär (für Medien und Regierungskoordination) | Faymann (I SPÖ / ÖVP )                                                           |
| Karl Pisa               | ÖVP              | 19. Jan. 1968 – 02. Juni 1969                                                         | Staatssekretär (für Wirtschaftsfragen und Information) | Klaus (II ÖVP )                                                                  |
| Claudia Plakolm         | ÖVP              | 6. Dez. 2021 – 03. Mär. 2025                                                          | Staatssekretärin (für Jugend) | Nehammer ÖVP / GRÜNE Schallenberg ÖVP / GRÜNE                                    |
| Alexander Pröll         | ÖVP              | 3. März 2025 –                                                                        | Staatssekretär | Stocker ÖVP / SPÖ / NEOS                                                         |
| Gerhard Schäffer        | ÖVP              | 29. Nov. 1994 – 12. Mär. 1996                                                         | Staatssekretär (ab 1. Jan. 1995 für Sport) | Vranitzky (IV SPÖ / ÖVP )                                                        |
| Andreas Schieder        | SPÖ              | 1. Juli 2008 – 02. Dez. 2008                                                          | Staatssekretär (für den öffentlichen Dienst und Verwaltungsreform) | Gusenbauer ( SPÖ / ÖVP )                                                         |
| Karl Schlögl            | SPÖ              | 6. Apr. 1995 – 28. Jan. 1997                                                          | Staatssekretär (für den öffentlichen Dienst, ab 27. Okt. 1995/12. Mär. 1996 für den öffentlichen Dienst, Europa und Sport) | Vranitzky (IV, V – beide SPÖ / ÖVP )                                             |
| Guido Schmidt           | VF (eig. NSDAP ) | 11. Juli 1936 – 16. Feb. 1938                                                         | Staatssekretär für die auswärtigen Angelegenheiten (dann BM f. a. A. im BKA) | Schuschnigg (II, III – beide VF )                                                |
| Karl Schweitzer         | FPÖ / BZÖ        | 28. Feb. 2003 – 11. Jan. 2007                                                         | Staatssekretär (für Sport) | Schüssel (II ÖVP /)                                                              |
| Heidrun Silhavy         | SPÖ              | 11. Jan. 2007 – 30. Juni 2008                                                         | Staatssekretärin (für Regionalpolitik, Verwaltungsreform und E-Government; dann BM f. Frauen, Medien und Reg.Pol.) | Gusenbauer ( SPÖ / ÖVP )                                                         |
| Michael Skubl           | VF               | 20. März 1937 – {11./13. März 1938                                                    | Staatssekretär für Angelegenheiten der Sicherheit (ab 16. Feb. 1938) für Sicherheitswesen (unter BM im BKA Seyß-Inquart NSDAP ) | Schuschnigg (III VF , IV VF / NSDAP )                                            |
| Karl Stephani           | SPÖ              | 29. Juni 1956 – 15. Juli 1956                                                         | Staatssekretär für Angelegenheiten der Landesverteidigung (unter BM f. Ang.d.LV im BKA Graf ÖVP , dann StSkr. am BM f. LV unter demselben)                                                                                            | Raab (II ÖVP / SPÖ )                                                             |
| Sonja Steßl             | SPÖ              | 1. Sep. 2014 – 18. Mai 2016                                                           | Staatssekretärin (für Verwaltung und Öffentlichen Dienst) | Faymann (II SPÖ / ÖVP ) Kern ( SPÖ / ÖVP )                                       |
| Stephan Tauschitz       | LB               | 10. Juli 1934 – 03. Aug. 1934                                                         | Staatssekretär für die auswärtigen Angelegenheiten | Dollfuß (II VF ) Schuschnigg (I VF )                                             |
| Ernst Eugen Veselsky    | SPÖ              | 21. Apr. 1970 – 05. Okt. 1977                                                         | Staatssekretär (für wirtschaftliche Koordination) | Kreisky (I, II, III – alle SPÖ )                                                 |
| Franz Winterer          | SPÖ              | 27. Apr. 1945 – 20. Dez. 1945                                                         | Unterstaatssekretär für Heerwesen (Staatskanzlei) | Renner (IV SPÖ / ÖVP / KPÖ )                                                     |
| Peter Wittmann          | SPÖ              | 28. Jan. 1997 – 04. Feb. 2000                                                         | Staatssekretär (für Europa, Kunst und Sport) | Klima ( SPÖ / ÖVP )                                                              |
| Guido Zernatto          | parteilos        | 14. Mai 1936 – 16. Feb. 1938                                                          | Staatssekretär für Angelegenheiten des BKA | Schuschnigg (II, III – beide VF )                                                |